# زمین کروی در ایران باستان

### آگاهی ایران باستان به کروی بودن زمین
گردش زمین به دور خورشید و کروی بودن آن، اگر چه امروز موضوعی شناخته شده‌است و همگان به آن باور دارند، اما تا چند صد سال پیش از نظر اروپاییان یک موضوع ناشناخته بود و آن‌ها زمین را ثابت می‌پنداشتند که خورشید به گرد آن می‌گردد. آنان به دلیل ناآشنا بودن با کتاب‌ها و منابع دینی و علمی دیگر نقاط جهان فکر می‌کردند که برای نخستین بارگالیله توانسته‌است این موضوع را کشف‌کند و این اشتباه را برطرف سازد.
در حالی که چند هزار سال پیش از آن در اوستا به این موضوع اشاره شده‌است.
در کتاب مقدس اوستا
چندین بار از گرد بودن زمین و گردش آن گفت‌وگو شده و آن را با کلمه «سکارنا» به معنی گرد و گردنده و گوی مانند بودن بیان داشته‌است.
همچنین در «آبان‌یشت» قطعه ۳۸ آمده‌است که: «نریمان گرشاسب آرزو کرد که در روی این زمین فراخ و گرد و گردنده دور کرانه بتازد و بر دشمن چیره شود»
و نیز در قطعه ۹۵ «مهریشت»، از مهر یاد شده و آمده‌است که: «مهر در هر غروب و آغاز شب به روی کره‌زمین می‌آید و دو کرانه این زمین فراخ گرد و گردنده دور کرانه را می‌پیماید.»

#### در شاهنامه
حتی فردوسی که تقریباً ۵۰۰ سال پیش از گالیله می‌زیسته نیز در شاهنامه به گرد بودن زمین اشاره کرده‌است
جهان پر شگفت است و تن هم شگفت
نخست از خود اندازه باید گرفت
دگر آن که این گرد گردان سپهر
همی نو نمایدت هر روز مهر

#### مدار نیمروزی
این مسئله شناخت دیرینه ایرانیان از گیتی و زمین را به خوبی نشان می‌دهد. ایرانیان حتی مدارهای نیمروزی (نصف النهار) به دور زمین طراحی نموده بودند.